# Buziwka (obwód czerkaski)
Buziwka (ukr. Бузівка, hist. pol. Buzówka) – wieś na Ukrainie, w obwodzie czerkaskim, w rejonie humańskim, w hromadzie Żaszków. W 2001 liczyła 2084 mieszkańców, spośród których 2046 wskazało jako ojczysty język ukraiński, 31 rosyjski, 1 białoruski, a 6 romski.

## Historia
Pierwszą wzmiankę o Buziwce znaleziono na mapie G. de Beauplana. W 1649 r. miejscowość była ośrodkiem sotni w pułku humańskim wojska zaporoskiego. W XVI–XVIII w. leżała na terytorium województwa bracławskiego Rzeczypospolitej.
Obszar, na którym powstała Buzówka była własnością Krasnosielskich, Ostrogskich, Zasławskich.
W XIX wieku znajdowała się w zaborze rosyjskim: leżała nad Horskim Tykiczem, będąc siedzibą władz gminy (wołosti) w powiecie taraszczańskim guberni kijowskiej, w odległości 23 wiorst od Tetyjowa. Mieszkało tu 2003 ludzi (1967 prawosławnych, 23 katolików, 13 żydów). Znajdowała się tu prawosławna cerkiew parafialna i kaplica katolickiej parafii w Stawiszczach. Areał rolny określano na 3987 dziesięcin czarnoziemu.
Według rozpowszechnianej w ZSRR wersji 3 stycznia 1921 r. na obrzeżach wsi doszło do starcia oddziału Nestora Machno z czerwonoarmistami Parchomienki, w którym zginął ten ostatni.
W II wojnie światowej brało udział 330 mieszkańców wsi, a 171 z nich zginęło na froncie. 1 Czechosłowacka Samodzielna Brygada pod dowództwem Ludvíka Svobody brała udział w wyzwoleniu wsi w 1944 roku. 
W 2018 r. parafialna cerkiew Pokrowska należała do eparchii humańskiej Patriarchatu Moskiewskiego.